# Three Sails
Three Sails är en kulle i Antarktis. Den ligger i Västantarktis. Chile gör anspråk på området. Toppen på Three Sails är 881 meter över havet.
Terrängen runt Three Sails är platt. Trakten är obefolkad. Det finns inga samhällen i närheten.